# Академизм

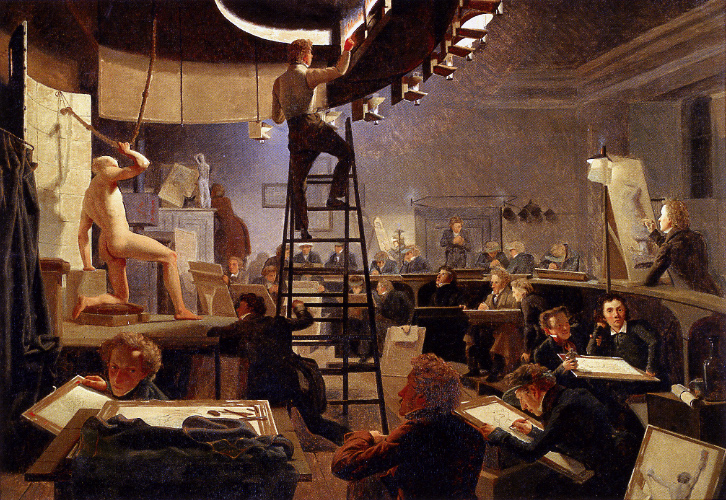
В. Бендз. Натурный класс в Академии искусств в Копенгагене. 1826. Государственный музей искусств, Копенгаген

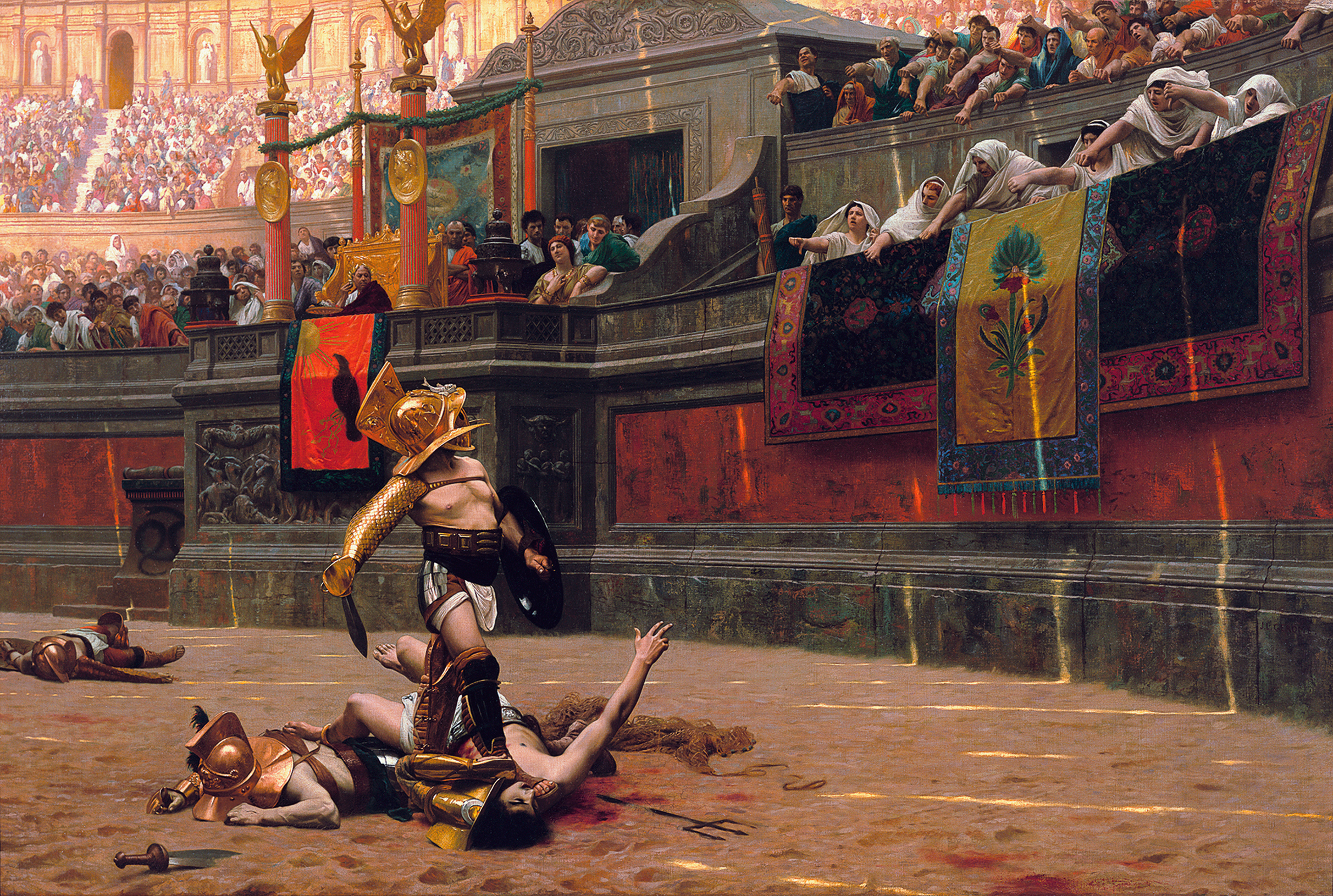
Ж.-Л. Жером. Pollice verso. 1872. Художественный музей Финикса, Аризона, США

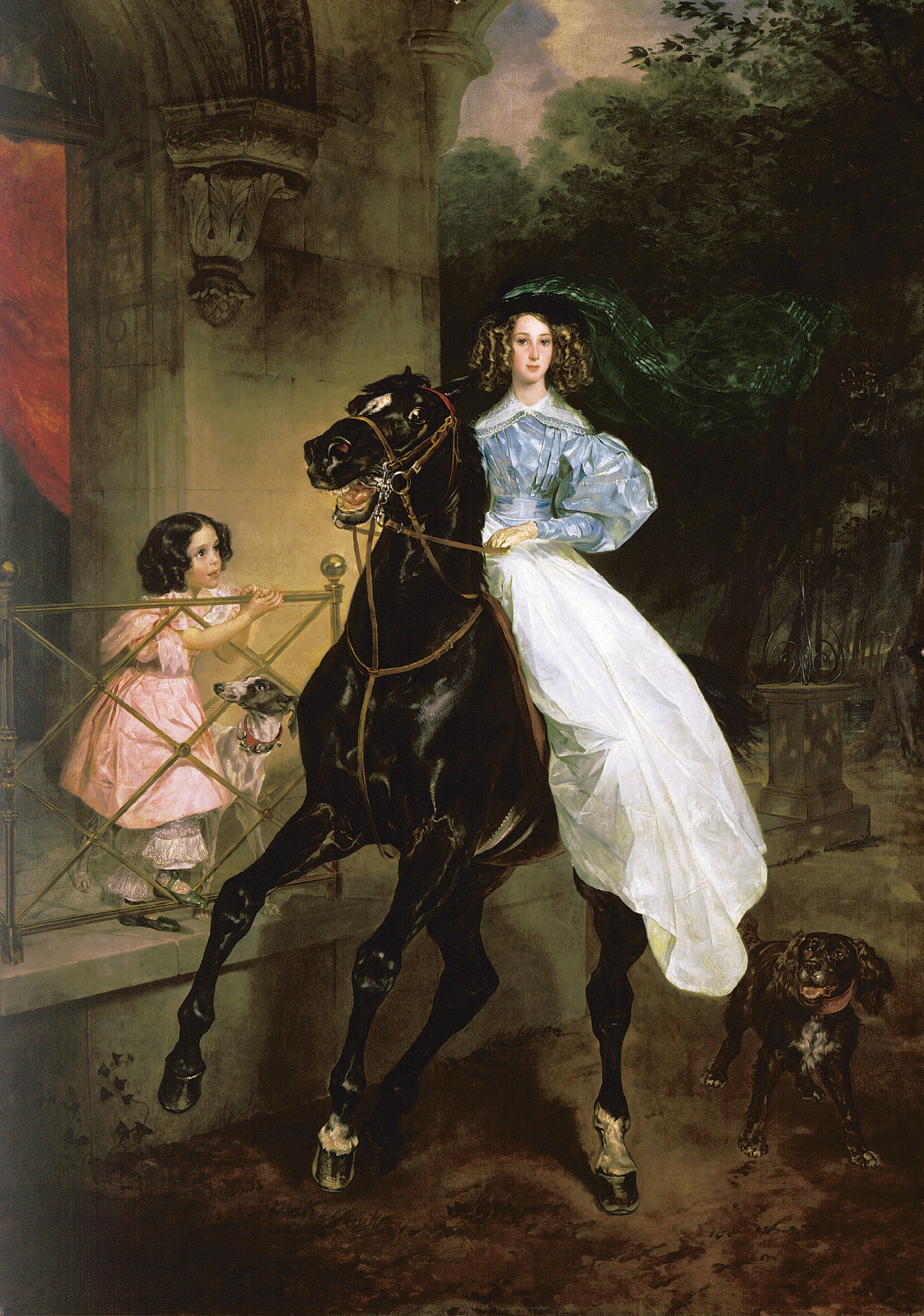
К. П. Брюллов. Всадница. 1832. Государственная Третьяковская галерея, Москва

Академи́зм (фр. academisme) — направление в европейском искусстве, сложившееся в художественных академиях XVI—XIX века, основанное на догматическом следовании внешним формам классического искусства. Академизм оказал решающее влияние на систематизацию художественного образования, закрепление классических традиций, которые рассматривались им как система «вечных» канонов и предписаний.
Академизм рассматривал современность как недостойную «высокого» искусства сферу, противопоставляя ей вневременные и вненациональные формы красоты, идеализированные образы и не связанные с реальностью сюжеты (древнегреческая мифология, римская мифология, библейские сюжеты, древняя история). Академизм выступал, как правило, официальным направлением при европейских монархиях и противопоставлял себя реалистическому искусству.
Термин «академизм» используют также в самом широком смысле для обозначения совокупных «консервативных тенденций в искусстве, художественных течений, школ и мастеров, следующих правилам и канонам, авторитетам, классическим образцам искусства прошлого, художественная ценность которых считается абсолютной, непревзойдённой, независящей от места и времени». Академизм в искусстве имеет как положительное, так и отрицательное значение. Его главная функция — охранительная. Академизм является основой любой художественной школы как образовательного учреждения, основные учебные дисциплины которой так и называются: академический рисунок, академическая живопись. «Вневременно́й идеал» красоты — основа академического искусства. К этому идеалу академисты на протяжении веков относили искусство античности, но не всей, а только периода древнегреческой классики (середины V в. до н. э.) и искусство римского классицизма первой трети XVI века, прежде всего творчество «божественного Рафаэля» и его последователей, художников болонской школы, основателей Академии художеств в Болонье в 1585 году. С другой стороны, многие прогрессивные художники восставали против Академий и академизма, препятствующих поиску новых путей и творческих методов в искусстве.

## История возникновения
Слово «академия» происходит из Древней Греции. Академией называлась философская школа, основанная в 388 г. до н. э. Платоном. Она получила название от священной рощи на северо-западе Афин, где, по преданию, был похоронен древнегреческий герой Академ. В эпоху итальянского Возрождения с целью изучения античной философии в 1462 г. во Флоренции при дворе Козимо Медичи Старшего при участии М. Фичино была создана Платоновская Академия. В 1542 г. в Риме с целью изучения античной архитектуры А. Палладио основал Витрувианскую Академию архитектуры. В 1561 г. Дж. Вазари организовал Академию рисунка во Флоренции, в 1577 г. — такую же в Риме.
Одним из результатов стремительного развития искусства в эпоху Итальянского Возрождения было так называемое «обмирщение искусства» и появление новых жанров. Светские и мифологические сюжеты стали настолько разнообразны и сложны, что живописцу разобраться в них, чтобы угодить заказчику, без помощи филолога, составлявшего кончетто, было затруднительно. Кроме того нужно было изучать пластическую анатомию, чтобы правильно изображать тела, перспективу для изображения архитектуры, технику живописи и прочие премудрости. Требовались специальные учебные организации. В 1585 г. в Болонье живописец Лодовико Карраччи вместе с братьями Агостино и Аннибале организовал знаменитую впоследствии Болонскую Академию — «Академию вступивших на правильный путь» (Accademia degli Incaminati) при этом подразумевался «путь благовоспитанных молодых людей». В 1593 г. живописец-маньерист Ф. Цуккаро основал в Риме Академию Святого Луки — покровителя всех живописцев. В 1603 г. в Риме основана «Академия рысьеглазых» (Accademia dei Lincei), в 1657 г. во Флоренции — Флорентийская Академия Опыта. В XVI веке только в Италии насчитывалось около пятисот Академий. В 1583 г. знаменитый гравер Х. Гольтциус и живописец К. ван Хаарлем основали Хаарлемскую Академию в Голландии. В 1622 г. Академия живописи открылась в Утрехте, в 1696 г. — в Гааге. Первые академии ещё были похожи на прежние цеховые сообщества, но постепенно они превращались в подлинно научные и учебные заведения.
Во Франции в эпоху короля Людовика XIV, в 1648 г. учреждается Королевская академия живописи, ее возглавил первый портретист короля Ш. Лебрен, и Королевская академия скульптуры (l’Académie de peinture et de sculpture), к которой Ж.- Б. Кольбер в 1671 г. присоединил Королевскую академию архитектуры (l’Académie d’architecture). Ее возглавил выдающийся зодчий Ф. Блондель Старший.

## Основные принципы академизма и представители академического искусства
Академии художеств были призваны обобщать и закреплять достигнутое, главным образом достижения выдающихся художников Возрождения, в эпоху, когда искусство испытывало кризис. Поэтому закономерно, что исторически сформировались основные «охранительные» функции и принципы академизма в искусстве: каноничность, ретроспективизм, догматизм и эклектичность. Последнее хорошо иллюстрирует сонет, который приписывают одному из основателей Болонской академии Агостино Карраччи, но, вероятнее всего, его сочинил К. Ч. Мальвазиа. В этом сонете изложена суть академического метода художников болонской школы.:
```
            Кто стремится и хочет стать хорошим живописцем,
            Тот пусть вооружится рисунком Рима,
            Движением и светотенью венецианцев
            И ломбардской сдержанностью колорита,
            Манеру мощную возьмёт от 
Микеланджело
,
            От 
Тициана
 передачу натуры,
            Чистоту и величие 
Корреджиева
 стиля
            И строгую уравновешенность 
Рафаэля
.
            От Тибальди — достоинства и основу,
            От 
Приматиччо
 — учёность компоновки
            И немного грации 
Пармиджанино
...
[
7
]
.
```

В Академиях канонизировали не только идеологические и эстетические установки, но также виды и жанры искусства. «Изящные искусства» (Живопись, ваяние и зодчество) ценились превыше всего, «механические»: декоративное и прикладное искусство, присутствовавшие в Академиях XVIII века, постепенно изгонялись, а в живописи стали ценить лишь «высокие жанры»: исторический, портретный и картины на библейские темы.
Пейзаж, натюрморт и бытовые сюжеты были объявлены низшими. Основой обучения в академиях был рисунок: с оригиналов (классических образцов), гипсовых слепков античной скульптуры и с натурщиков.
Академизм вырос на следовании не содержанию, а внешним формам классического искусства, особенно во второй половине XIX века, когда академические нормы соединялись с салонным искусством и становились эклектичными. Отсюда своеобразная избирательность «авторитетов». Наилучшими образцами признавали картины «нейтральных» художников в отношении индивидуального стиля, техники и «гладкой манеры», которым легче всего было подражать. Наиболее оригинальные мастера и дерзкие новаторы в академии не допускались. Например, один из лидеров романтического движения в искусстве Эжен Делакруа четырежды баллотировался в члены парижской академии художеств только для того, «чтобы посмотреть, как вакантное место будет занято другим, мало значительным художником». «Салонные» художники, привносили в искусство помпезность, скрытую и явную эротику, поверхностную развлекательность и внешнюю виртуозность «гладкого стиля».
К представителям академизма относят Жана-Огюста Доминика Энгра, Александра Кабанеля, Вильяма Бугро, Шарля Барга во Франции, Луиджи Муссини в Италии. Русское академическое искусство развивалось значительно позднее западноевропейского, со второй половины XVIII века, апогея достигло в первой трети XIX столетия, в период развития романтических тенденций. Поэтому одной из основных особенностей российского академизма является его сращивание с романтизмом. Такого не могло быть на Западе. Например во Франции художники-романтики активно противостояли академикам. Русские художники, окончив Императорскую Академию художеств в Санкт-Петербурге, испытывая мощное воздействие романтического искусства, прежде всего литературы, уезжали в Италию, иногда оставаясь в ней до конца жизни, но совмещали полученные ими навыки академического искусства и актуальные романтические идеи. Так Александр Ива́нов, сын профессора живописи петербургской Академии художеств А. И. Иванова, уехал в Италию, чтобы в работе над своей выдающейся картиной «Явление Христа народу» быть подальше от «мертвящей атмосферы петербургской Академии и её профессоров». Карл Брюллов также уехал в Рим, порвав все связи с Академией художеств и даже с относительно либеральным Обществом Поощрения художеств. Известно противостояние Карла Брюллова и Фёдора Бруни, первый соединял в своём творчестве черты академизма и романтизма, второй был строгим академистом. Но оба — выдающиеся мастера.
Карл Брюллов, соблюдая академические нормы в композиции и технике живописи, значительно расширил эстетические, тематические и сюжетные границы своего творчества за пределы канонического академизма. В ходе своего развития во второй половине XIX века российская академическая школа последовательно включала элементы романтической и национальной реалистической традиций. Академизм как метод присутствует в творчестве большинства членов товарищества «передвижников». В дальнейшем для российской академической живописи стали характерны традиционализм и элементы реализма. Широко распространяется влияние академической живописи в русской иконописи XIX—XX веков. Значительным явлением этого направления стало творчество валаамского иконописца Алексея Константинова (иеромонаха Алипия) — создателя «Валаамской иконы Божией Матери».
Понятие академизма в настоящее время получило дополнительное значение и стало использоваться для описания работ художников, имеющих систематическое образование в области изобразительных искусств и классические навыки создания произведений высокого технического уровня. Термин «академизм» часто относят к описанию построения композиции и техники, а не к сюжету художественного произведения.
В последние годы в странах Западной Европы, США и России возрос интерес к академической живописи XIX века и к её развитию в XX веке. Современные интерпретации академизма присутствуют в творчестве таких российских художников, как Илья Глазунов, Александр Шилов, Николай Анохин, Сергей Смирнов, Илья Каверзнев и Николай Третьяков.

## Наиболее известные художники-академисты
- Жан Энгр
- Себастьян Бурдон
- Поль Деларош
- Шарль Барг
- Реми-Фюрси Дескарсен
- Анри-Пьер Пику
- Жилло Сент-Эвр
- Александр Кабанель
- Вильям Бугро
- Эжен де Блаас
- Поль Жамен
- Жан Жером
- Жюль Бастьен-Лепаж
- Ганс Макарт
- Марк Глейр
- Лоуренс Альма-Тадема
- Фёдор Бруни
- Карл Брюллов
- Александр Иванов
- Тимофей Нефф
- Константин Маковский
- Луиджи Муссини
- Генрих Семирадский
- Эмили Дежё
- Соломон Соломон
- Доменико Дуранте
- Эмиль Пирхан

## Прочие сведения
Пожарное искусство (фр. Les Pompiers) — так называют официальное искусство второй половины XIX века, когда во Франции получил распространение помпезный вычурный стиль с претензией на античность. «Пожарниками» называли художников, изображавших персонажей в античных шлемах, которые напоминали шлемы французских пожарных. Этот термин является также каламбуром из-за схожести на французском языке слов «pompier» (пожарный), Pompéi (Помпеи) и «pompeux» (помпезный). Когда же академическая живопись вновь стала вызывать интерес, этот термин, освободившийся от насмешек, стали использовать как определение того художественного периода.

## Галерея академического искусства

«Жанна д'Арк на коронации Карла VII», Жан Энгр, 1854
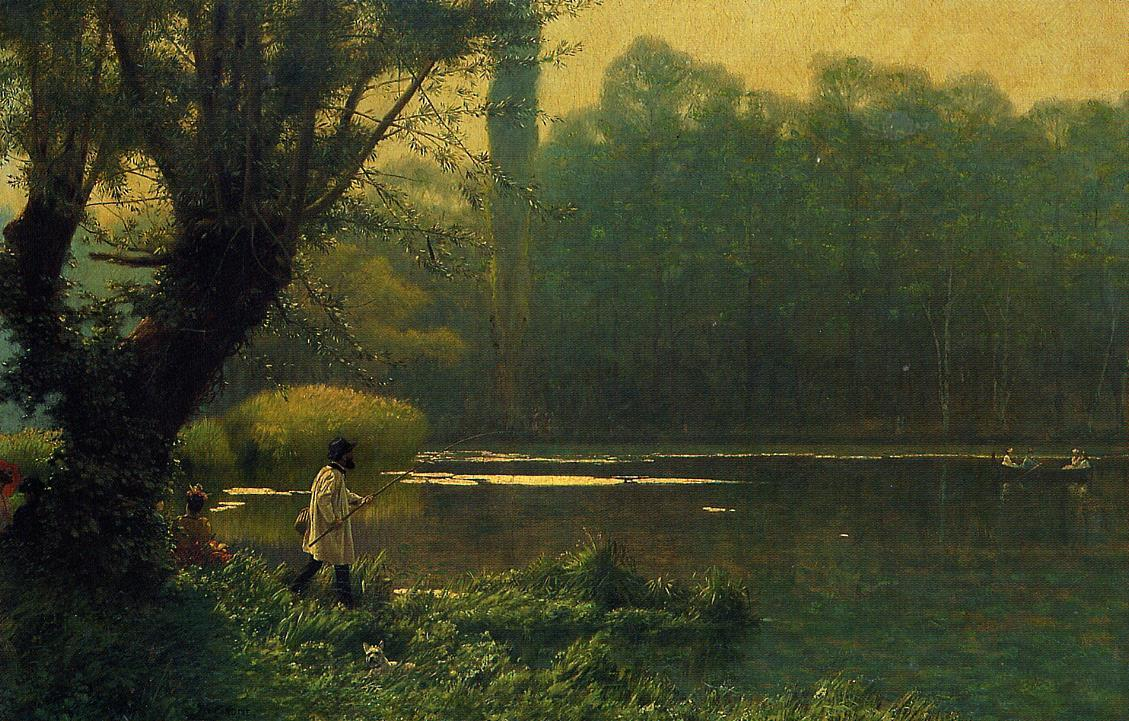
«Летний полдень на озере», Жан Жером, 1895
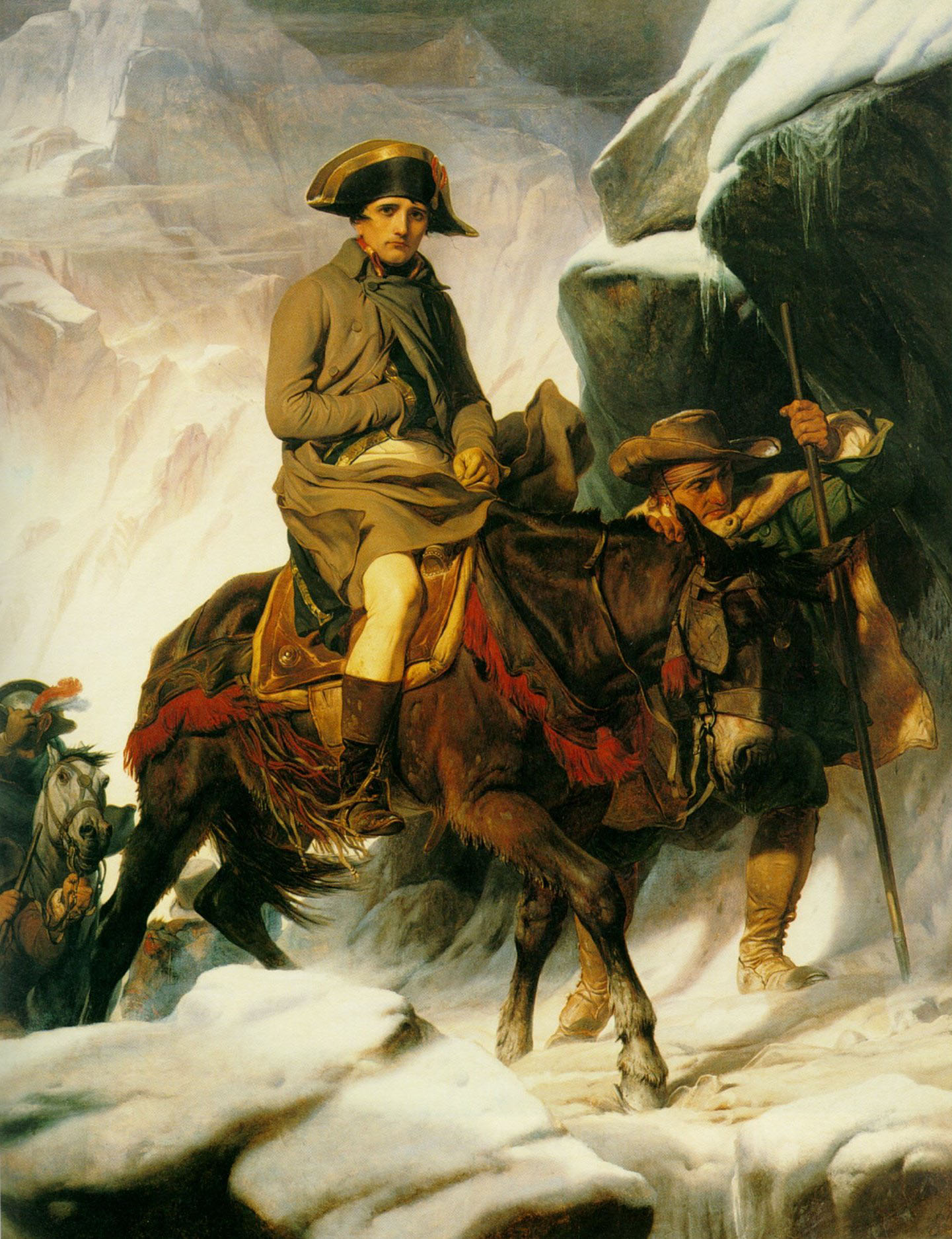
«Переход Наполеона через Альпы», Поль Деларош, 1848
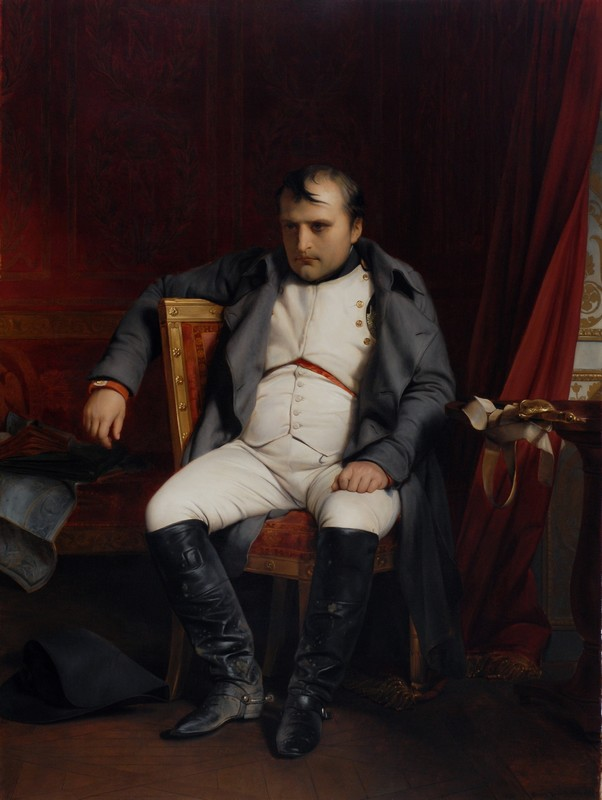
«Наполеон, отступивший в Фонтенбло», Поль Деларош, 1845
«Продажа рабыни», Жан Жером
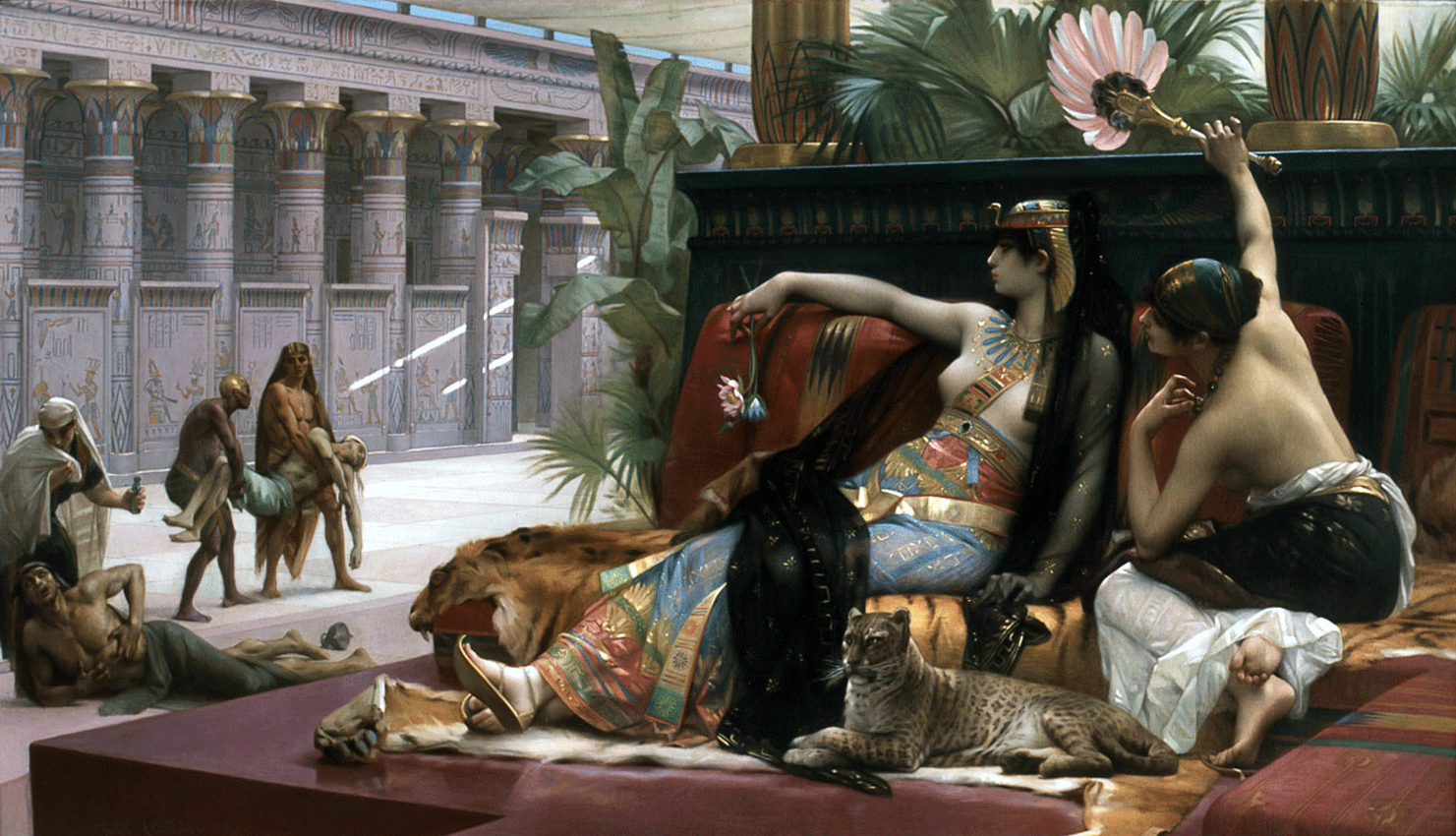
«Клеопатра», Александр Кабанель, 1887
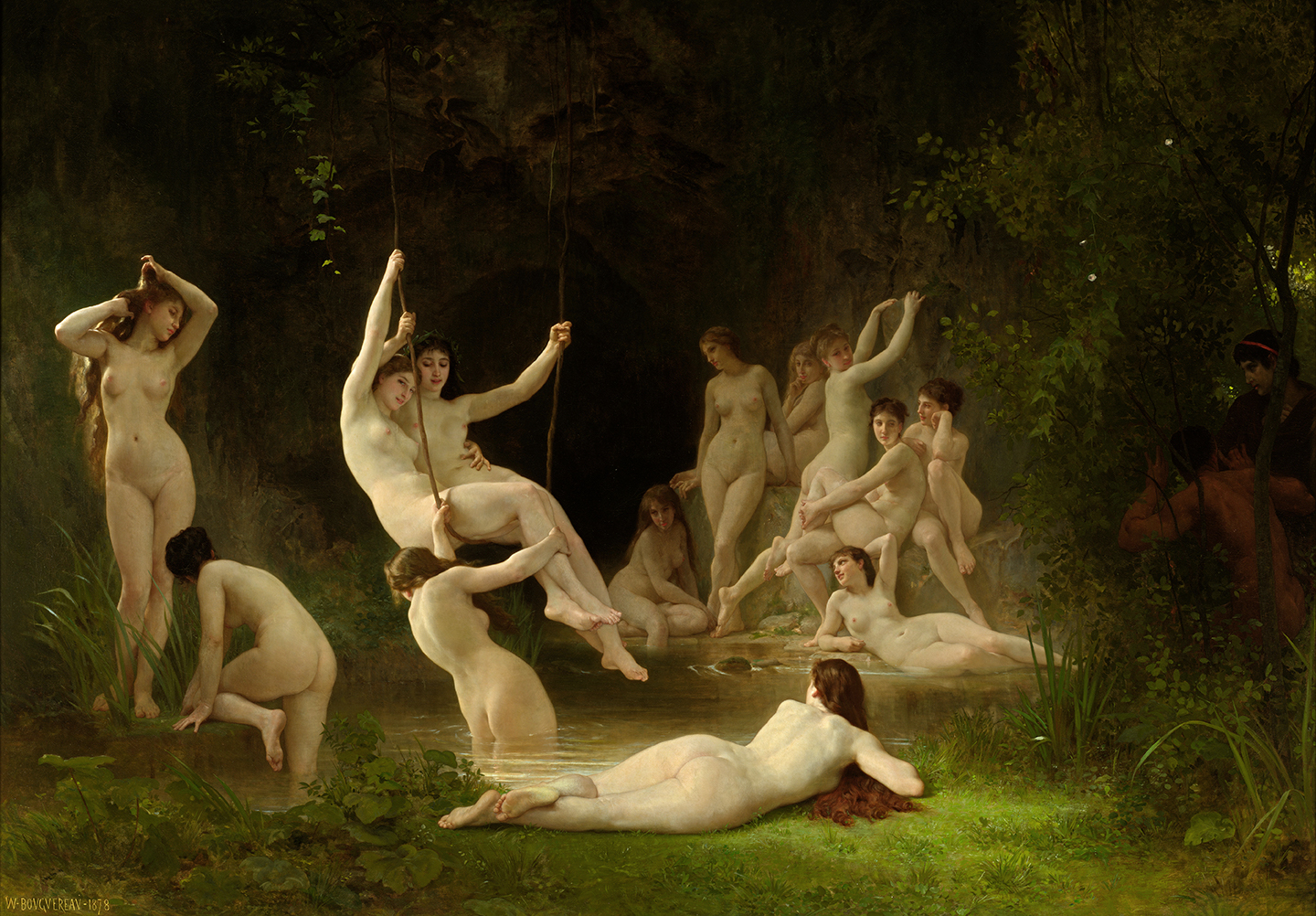
«Нимфы», Вильям Бугро, 1878
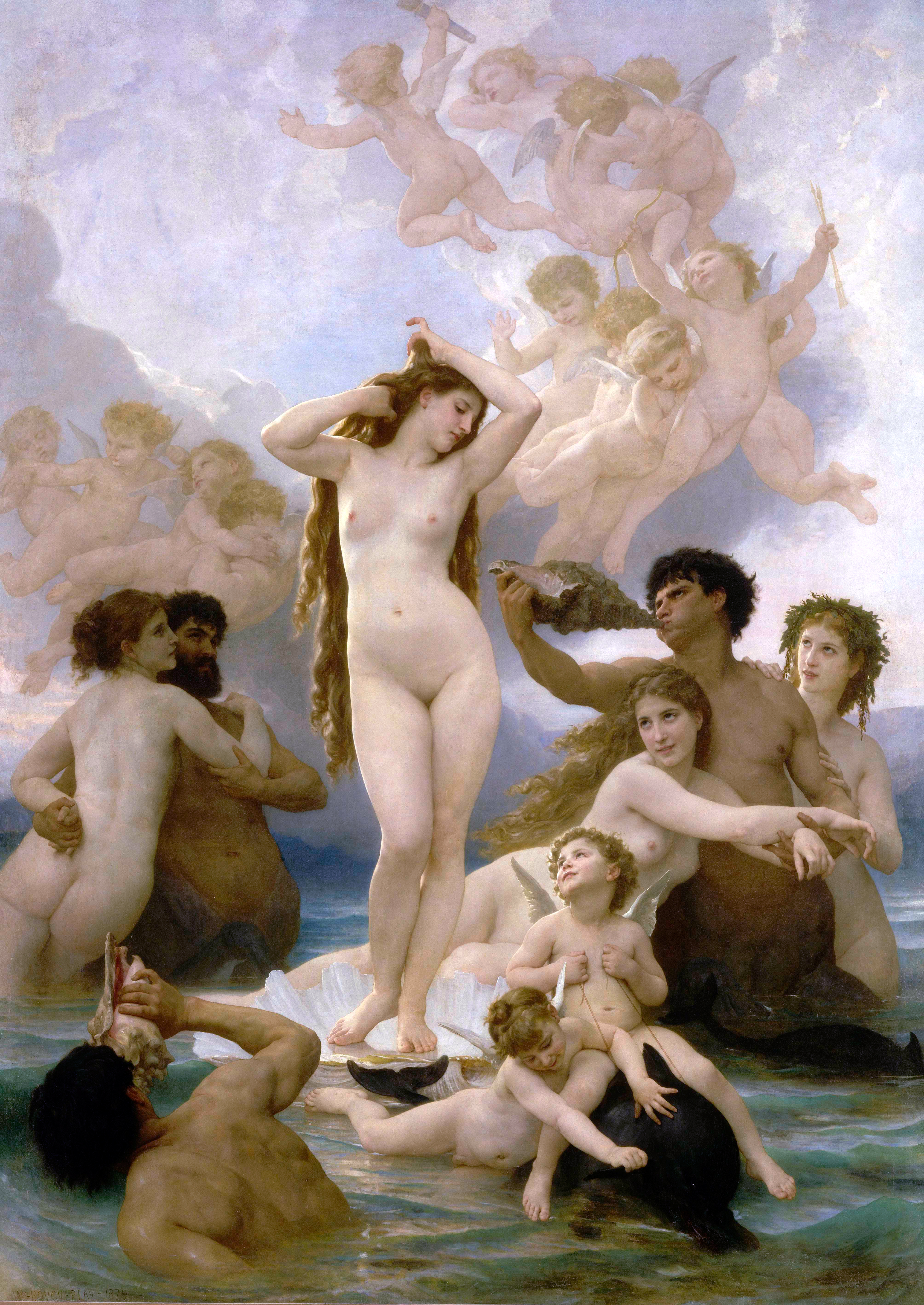
«Рождение Венеры», Вильям Бугро, 1879
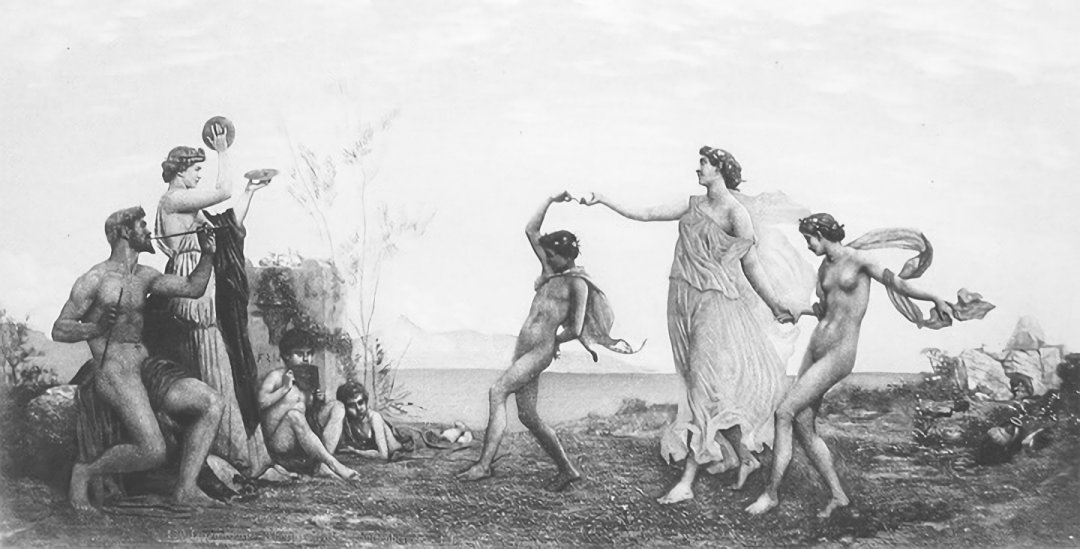
«Терпсихора», Луи Шутценбергер, 1861
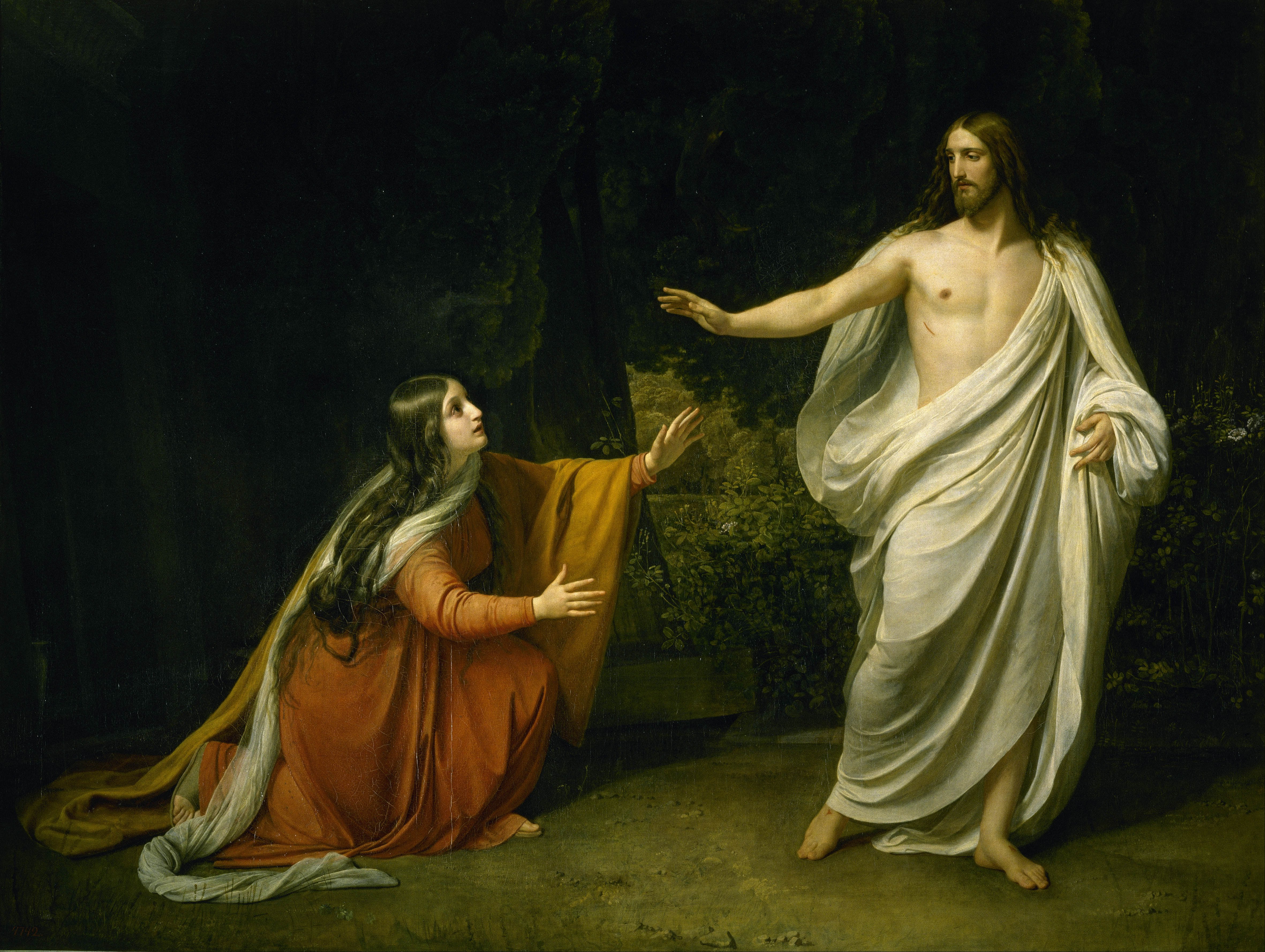
«Явление Христа Марии Магдалине после воскресения», Александр Иванов, 1835